# 2512 Tavastia
A 2512 Tavastia (ideiglenes jelöléssel 1940 GG) a Naprendszer kisbolygóövében található aszteroida. Yrjö Väisälä fedezte fel 1940. április 3-án.